# کتی میکسون
کتی میکسون (به انگلیسی: Katy Mixon) (زاده ۳۰ مارس ۱۹۸۱) بازیگر آمریکایی است.
از فیلم‌های معروف او می‌توان به فیلم رانندگی جنون و دوستیابی ناشناس اشاره کرد.